# Димирівка
Димирівка — село в Україні, у Сухополов'янській сільській громаді Прилуцького району Чернігівської області. Населення становить 36 осіб. До 2019 року орган місцевого самоврядування — Білорічицька сільська рада.

## Історія
На мапі Шуберта 1869 року відсутнє.
До 2016 року село носило назву Володимирівка.

## Населення

### Мова
Розподіл населення за рідною мовою за даними перепису 2001 року:
| Мова       | Кількість | Відсоток |
| ---------- | --------- | -------- |
| українська | 35        | 97.22%   |
| російська  | 1         | 2.78%    |
| Усього     | 36        | 100%     |